# Els misteris del Bosc Galant
Els misteris del Bosc Galant (títol original en francès, Les Mystères du Bois Galant) és un telefilm francès de 2019 dirigit per Lorenzo Gabriele i escrit per Philippe Le Dem. Es va emetre per primer cop el 30 de març de 2019 al canal France 3, quan va ser seguit per 4,23 milions d'espectadors. La trama parteix del descobriment d'un cos per part d'una capitana de policia en permís, Emma Thélier, mentre fa fúting. Es va gravar el setembre de 2018 a Ròchafòrt (Charanta Marítima). S'ha doblat al català per TV3.

## Repartiment
- Sara Mortensen: Emma Thélier
- Olivier Sitruk: Adrien Klévec
- Élizabeth Bourgine: Françoise Thélier
- Arièle Semenoff: Louise
- Jean-Michel Noirey: Didier Marquet
- Frédéric van den Driessche: Bernard Zorki
- Hélène de Saint-Père: Nathalie